# Real Club Náutico Sueco
El Real Club Náutico Sueco (KSSS por sus iniciales en idioma sueco, Kungliga Svenska Segelsällskapet) es un club náutico situado en la localidad de Saltsjöbaden (municipio de Nacka), Suecia. Tiene 6.000 socios aproximadamente.
Es el club náutico más antiguo de Suecia y uno de los más antiguos del mundo.
Participó en la Copa América de 2013 con el equipo Artemis Racing, convirtiéndose en el cuarto club sueco de la historia de esta competición, tras las participaciones del Real Club Náutico de Gotemburgo (Göteborgs Kungliga Segelsällskap) con los yates de 12 metros "Sverige" en las ediciones de 1977 y 1980, del Stenungsbaden Yacht Club con el yate "Tre Kronor" en 1992, y del Gamla Stans Yacht Sällskap con los yates "Örn" y "Orm" en 2003 y "Järv" en 2007 del equipo Victory Challenge.   

## Historia
El KSSS fue fundado en Estocolmo en 1830 con el nombre de Svenska Segel Sällskapet, recibiendo la aprobación del patronazgo de la casa real en 1878, por lo que se añadió el título de Real (Kungliga) a su denominación.